# Žaga III
Žaga III (izvirni angleški naslov Saw III) je grozljivka iz leta 2006, delo režiserja Darrena Lynn Bousmana. Scenarij je napisal Leigh Wannell po njegovi in James Wanovi zgodbi. Film je tretji del filmske serije Žaga (Saw), v njej pa igrajo Tobin Bell, Shawnee Smith, Angus Macfadyen, Bahar Soomekh in Dina Meyer. V Žagi III se prvič pojavita Costas Mandylor in Betsy Russell, v sicer manjših vlogah čeprav kasneje postaneta glavna lika filmske serije. 
Zgodba sledi Jeffu Denlonu, možakarju kateremu je nepazljiv voznik do smrti zbil sina. Jigsaw ga tako postavi v serijo preizkušenj v katerih bi naj Jeff izgubil sovraštvo, ki ga goji do morilca svojega sina. Medtem pa Amanda Young, pomočnica Johna Kramerja, ugrabi Jeffovo ženo Lynn, da bi ta obdržala pri življenju na posteljo prikovanega Johna do zadnje preizkušnje preden umre. 
Ustvarjanje filma se je začelo že takoj po uspešnem prvem tednu Žage II (Saw II). Snemanje je potekalo v Torontu od maja do junija 2006. Whannell je hotel ustvariti zgodbo bolj čustveno kot prejšnja filma, še posebej je hotel poudariti zgodbo o Amandi in Jigsawu. 
Žaga III je bila izdana 27. oktobra 2006 in je postala finančni uspeh, saj je že na začetku zaslužila več kot 33.6 milijona $ in več kot 80.2 milijona $ v ZDA in Kanadi. Film je postal najbolj dobičkonosen v filmski seriji, saj je na mednarodnem trgu zaslužil več 164.8 milijona $. Prejel je tako mešane kot negativne odzive kritikov. Bell je bil nominiran za ''Najboljšega zlobneža'' na filmskih nagradah MTV leta 2007, film pa je še prijel nominacije za nagrado Saturn za ''Najboljšo grozljivko'' in za nagrado Teen Choice. Žaga III je bila izdana na DVD in Blu-ray 23. januarja 2007, in s prodajo že prvi teden zaslužila 2.5 milijona. Filmu je sledila Žaga IV (Saw IV), ki je bila izdana oktobra 2007.

## Vsebina
Posebne enote preiskujejo še eno Jigsawovo igro. Žrtev, Troy, je bil priklenjen z verigami na svoje telo in se je moral osvoboditi preden je razneslo bombo. Vodja enote Daniel Rigg na pomoč pokliče detektiva Mark Hoffman in Allison Kerry. Kerry, ki se počuti krivo zaradi izginotja Erica Matthewsa, odkrije da so bila vrata sobe zapečatena, zato Troy ne bi mogel nikakor uiti, kar krši Jigsawovo glavno načelo, da imajo vse njegove žrtve pravico do preživetja. Še tisto noč se Kerry zbudi v sobi z napravo na svojih rebrih. Tudi, ko dobi ključ iz kisline, ki bi jo rešil smrti, se naprava sproži in Kerry umre. 
Na posteljo prikovan John Kramer naroči Amandi Young, da naj ugrabi dr. Lynn Denlon iz njene bolnišnice. Pripelje jo do Kramerja in ji razloži, da ga mora obdržati pri življenju dokler ostale žrtve ne dokončajo igre. Ko Kramer razloži pravila, Amanda Lynn namesti posebno ovratnico, ki je povezana s srčnim utripom Kramerjevega srca, in jo bo razneslo če Kramer umre ali pa si jo poskuša odstraniti s silo. Druga žrtev, Jeff se zbudi v škatli v zapuščenem skladišču mesa, kjer iz kasete razbere, da bo šel čez tri preizkušnje, ki ga bodo pripeljale do ''moža, ki naj bi bil odgovoren za smrt njegovega otroka''. Jeff je postal depresiven odkar je pred tremi leti umrl njegov sin Dylan, katerega je povozil pijan voznik. Oddaljil se je tudi od svoje žene in začel zanemarjati hčer.
Jeffov prvi izziv ga vodi v zamrzovalnico mesa. Tam najde Danico Scott, ki je bila edina priča Dylanove smrti, vendar je zavrnila pričanje. Najde jo golo priklenjeno za zapestja med dvema ploščama iz katerih škropi ledeno mrzla voda. Jeff jo poskuša rešiti, vendar ona zamrzne še preden on najde ključ. Na njegovi drugi preizkušnji najde Jeff sodnika Haldena, ki je morilcu njegovega sina podal zelo malo kazen. Halden je priklenjen za vrat na dnu luknje, ki se polni s tekočimi svinjskimi trupli. Jeff zažgi Dylanove reči in tako dobi ključ katerim reši Haldna. Naslednji in zadnji njegov preizkus pa ga pripelje do morilca Timothya Younga, ki je priklenjen na napravo, ki začne vrteti Timothyeve ude in vrat dokler se ne zlomijo. Ključ, ki bi rešil Timothya je privezan na puško. Jeff ključ dobi, vendar se po nesreči sproži puška in ubije Haldena, Jeff pa ne more rešiti Timothya preden se mu zlomi vrat.
Med improvizirano operacijo, v kateri Lynn odstrani del Kramerjeve lobanje, da bi sprostila pritisk njegovih možganov. Takrat začne Kramer imeti privide, v katerih vidi neko žensko in ji na glas izpove ljubezen, kar šokira Amando. Slednja jih zapusti in se začne spominjati preživetega časa s Kramerjem in ugrabitev Adama, kar jo je zaradi občutka krivde, zapeljalo do umora Adama iz usmiljenja. Nato prebere pismo, ki je naslovljeno na njo, zaradi katerega postane histerična. Amanda se vrne z novico, da je Jeff končal z vsemi preizkušnjami, vendar noče odstraniti Lynnine ovratnice. Trdi, da ne verjame v Kramerjeva načela, in da je zato napravila naprave za Troya in Kerry, ki so jih ubile. 
Kljub Kramerjevim opozorilom, Amanda ustreli Lynn takoj ko pride Jeff. Ta ustreli Amando v vrat s pištolo, ki jo je pridobil med preizkušnjami. Ko Amanda počasi umira, ji Kramer pove, da je bila Lynnina preizkušnja pravzaprav test zanjo, da bi videl ali je zmožna spustiti nekoga, ki je prestal preizkušnjo. Kramer ponudi Jeffu možnost, da pokliče reševalce za Lynn, če bo sprejel še zadnji test: lahko odpusti Kramerju ali pa ga ubije. Jeff mu pove da mu odpusti, vendar mu prereže vrat z električno žago. V istem trenutku Kramer predvaja kaseto, v kateri pove da je tako ubil edino osebo, ki ve kje se nahaja njegova hči, da bi jo rešil mora Jeff igrati še eno igro. Kaseta se konča, Kramer umre, ovratnica ubije Lynn, Jeff pa sam v krikih ostane med tremi trupli.

## Igralci
- Tobin Bell kot John Kramer
- Shawnee Smith kot Amanda Young
- Angus Macfadyen kot Jeff Denlon
- Bahar Soomekh kot Lynn Denlon
- Donnie Wahlberg kot detektiv Eric Matthews
- Dina Meyer kot detektivka Allison Kerry
- Leigh Whannell kot Adam Stanheight
- Mpho Koaho kot Timothy Young
- Barry Flatman kot sodnik Halden
- Lyriq Bent kot poročnik Daniel Rigg
- J. Larose kot Troy
- Debra Lynne McCabe kot Danica Scott
- Costas Mandylor kot forenzik Mark Hoffman
- Betsy Russell kot Jill Tuck
- Stefan Georgiou kot Dylan Denlon
- Niamh Wilson kot Corbett Denlon
- Alan van Sprang kot Chris
- Franky G kot Xavier Chavez
- Timothy Burd kot Obi Tate
- Oren Koules kot Donnie Greco